# 広橋家
広橋家（ひろはしけ、正体字：廣橋）は、藤原北家日野流の公家・華族だった家。公家としての家格は名家、華族としての爵位は伯爵。

## 歴史

### 封建時代
鎌倉時代初期に権中納言日野兼光の四男である権中納言広橋頼資によって創立された。
家格は名家、旧家、内々。
名家は大納言を極官とするのが原則だが、代々の当主のうち兼綱・兼宣・綱光・守光・兼賢・兼胤（勝胤）・伊光・光成の8名が准大臣に昇っている。また、室町時代から江戸時代にかけては幕府との折衝役を務める者が多く、特に江戸時代には武家伝奏を輩出した。
江戸時代の所領の表高ははじめ650石、方領200石、後に850石。諸大夫には雑掌として築山家・野村家・藤堂家・浜路家などが仕えた。菩提寺は黒谷龍光院。
家業は文筆。中世からこの家に相伝する写本は数多く、今日では東洋文庫がこれを一括して収蔵している。当初は勘解由小路（かでのこうじ）を家名としていたことから、初代頼資の孫の兼仲の日記は『勘仲記』と呼ばれている。室町時代の仲光が広橋と呼ばれ、以降これが定着した。

### 明治以降
明治2年（1869年）6月17日の行政官達で公家と大名家が統合されて華族が誕生すると広橋家も公家として華族に列す。
明治3年12月10日に定められた家禄は、現米で530石7斗。明治9年8月5日の金禄公債証書発行条例に基づき家禄と引き換えに支給された金禄公債の額は2万3239円81銭7厘（華族受給者中203位）。明治前期の当主広橋賢光の住居は東京府小石川区関口水道町にあった。当時の家扶は植草弥七郎。
明治17年（1884年）7月7日の華族令の施行で華族が五爵制になると大納言宣任の例多き旧・堂上家として賢光が伯爵を授爵した。
賢光は内務省に入り、伊藤博文に随伴して欧州を視察し、帰国後には法制局参事官、福島県大書記官、内務書記官、内務参事官、内務省地理局長、内閣記録局長、宮内省文事秘書官、帝室制度調査局御用掛などを歴任し、貴族院の伯爵議員にも当選した。
賢光の嫡男真光は近衛文麿の下で内閣総理大臣秘書官を務め、1947年（昭和22年）には千葉県最後の官選知事を38日間務めた。夫人は梨本宮守正王の第二王女規子女王（王族の李王垠と結婚した李王妃方子女王の妹）。真光の二男儀光は一時期梨本家を継いでいる。昭和前期に広橋伯爵家の邸宅は東京市渋谷区美竹町にあった。
現当主は廣橋興光。